# Alto sceriffo dello Yorkshire

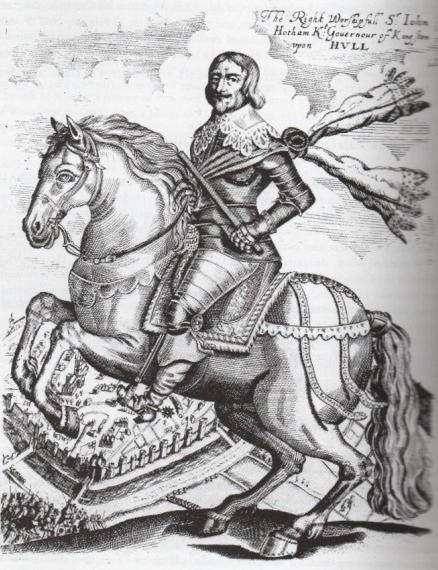
Sir John Hotham fu Alto sceriffo dello Yorkshire negli anni 1634-35

L'Alto sceriffo dello Yorkshire (in inglese High Sheriff of Yorkshire) fu un antico titolo di Alto sceriffo che ebbe origine nel periodo degli Angli, non molto tempo dopo l'invasione del Regno di Inghilterra. Questo titolo esistette per circa mille anni.
Di seguito si riporta la lista degli Alti sceriffi a partire dalla conquista normanna dell'Inghilterra.
Gli Alti sceriffati (in inglese High Shrievalties) sono i più antichi titoli secolari della Corona di Inghilterra e Galles, nati con lo scopo di rappresentare il monarca a livello locale, livello che storicamente coincide con le contee (in inglese shires).
Nei primi tempi l'incarico corrispondeva ad una posizione di grande potere, specialmente nel caso dello Yorkshire, che si estende su un'area molto vasta. 
Gli sceriffi erano responsabili per il mantenimento dell'ordine e l'applicazione della legge, oltre a svolgere altri ruoli.
Nello Yorkshire, nel 1547 alcuni dei loro poteri furono trasferiti al Lord Lieutenant dello Yorkshire; in particolare furono trasferite le incombenze militari.
Fu solo nel 1908, sotto Edoardo VII che la carica di Lord Lieutenant superò la carica di Alto sceriffo per rilevanza. 
Infatti la carica di Alto sceriffo divenne più cerimoniale, con il trasferimento di molte delle sue precedenti responsabilità a giudici dell'Alta corte, magistrati, coroner, autorità locali e polizia.
Nel 1974, per effetto del Local Government Act 1972, lo sceriffato dello Yorkshire fu abolito e gli sceriffi riassegnati a ciascuna delle nuove contee metropolitane e non-metropolitane.
Oggi la posizione di Alto sceriffo dello Yorkshire è rappresentata a un livello più locale da quattro titoli: l'Alto sceriffo dell'East Riding dello Yorkshire, l'Alto sceriffo del North Yorkshire, l'Alto sceriffo del South Yorkshire e l'Alto sceriffo del West Yorkshire.

## Parte del Regno di Inghilterra

### Casa di Normandia
- 1066-1068 Gamel, FitzOsbern
- 1068-1069 William Malet
- 1069-1086 Hugh FitzBaldric
- 1086-1087 Erneis de Burun
- 1087-1093 Ralph Paynel o Paganel
- 1093-1095 Geoffrey Baynard
- 1095-1100 H (nome completo sconosciuto)

- 1100-1100 Bertram de Verdon
- 1108-1115 Osbert of Lincoln
- 1115-1128 Ansketil de Bulmer
- 1128-1130 Bertram de Bulmer
- 1130-1141 periodo oscuro
- 1138 Walter L'Espec
- 1141-1150 William
- 1150-1154 Ralph

### Casa dei Plantageneti
- 1154-1163 Bertram de Bulmer
- 1163-1170 Ranulf de Glanvill
- 1170-1175 Robert III de Stuteville
- 1175-1189 Ranulf de Glanvill
- 1189-1190 John Marshal (1145-1194)
- 1190-1191 Osbert de Longchamp
- 1191-1194 Hugh Bardolf
- 1194-1198 Geoffrey Plantagenet, Arcivescovo di York
- 1198-1201 Geoffrey FitzPeter, I conte di Essex
- 1201-1203 William de Stuteville
- 1203-1204 Geoffrey FitzPeter, I conte di Essex
- 1204-1209 Roger de Lacy
- 1209-1213 Gilbert FitzReinfrid
- 1213-1214 Robert de Percy
- 1214-1215 Peter FitzHerbert
- 1215-1215 William de Duston
- 1215-1216 William de Harcourt
- 1216-1223 Geoffrey de Neville
- 1223-1225 Simon de Hales
- 1225-1226 Eustace de Ludham
- 1226-1229 Robert de Cokefeld
- 1229-1232 William de Stuteville
- 1232-1233 Peter de Rivaux
- 1233-1234 Brian de Lisle
- 1235-1236 John FitzGeoffrey
- 1236-1239 Bryan FitzAlan, Lord FitzAlan
- 1239-1342 Nicholas de Molis
- 1242-1246 Henry di Bath
- 1246-1248 Adam de Neirford
- 1248-1250 William de Dacre
- 1250-1253 Robert de Crepping
- 1253-1254 William de Horsenden
- 1254-1260 William de Latimer
- 1260-1261 John de Oketon
- 1261-1263 Peter de Percy
- 1263-1264 Robert Neville
- 1264-1265 William de Baszeall
- 1265-1266 John de Oketon
- 1266-1267 William de Latimer
- 1267-1268 Robert de Lanthum
- 1268-1269 Giles de Goxhill
- 1269-1270 John de Halton
- 1270-1274 Roger LeStrange
- 1274-1278 Alexander de Kirketon
- 1278-1280 Sir Ranulph de Dacre
- 1280-1285 John Lythgrins
- 1285-1291 Sir Gervase de Clifton
- 1291-1293 Sir John de Meaux
- 1293-1299 John de Byron
- 1299-1300 Sir Robert Ughtred
- 1300-1304 Simon de Kyme
- 1304-1307 William de Houk
- 1307-1308 John de Crepping
- 1308-1310 John de Guas
- 1310-1311 John de Eure
- 1311-1314 Gerard Salveyn
- 1314-1315 John Malbys
- 1315-1315 Nicholas, II Lord Meinill
- 1315-1317 Simon Warde
- 1317-1318 Nicholas de Grey
- 1318-1318 Simon Warde

- 1318-1318 Robert de Ryther
- 1318-1323 Simon Warde
- 1323-1325 Sir Roger Somerville
- 1325-1327 Henry de Fauconberg
- 1327-1328 Sir John Darcy, I Barone Darcy de Knayth
- 1328-1330 Henry de Fauconberg
- 1330-1332 Ralph de Bulmer
- 1332-1335 Sir Peter Saltmarsh
- 1335-1335 Peter Middleton
- 1335-1337 Sir Thomas Rokeby
- 1337-1340 Sir Ralph Hastings
- 1340-1340 John Moryn
- 1340-1340 Sir Ralph Hastings
- 1340-1341 Sir John Elland
- 1341-1342 John de Fauconberg, III Barone Fauconberg
- 1342-1349 Sir Thomas Rokeby
- 1349-1349 Sir William Plays
- 1349-1349 Sir Brian Thornill
- 1349-1350 Gerard Salveyn di North Duffield e Herswell [4] (nipote di Gerard, Alto sceriffo nel 1311)
- 1350-1351 Sir William Plumpton
- 1351-1352 Sir Peter de Nuttle
- 1352-1353 Miles, III Lord Stapleton
- 1353-1354 Sir Peter de Nuttle
- 1354-1356 Miles, III Lord Stapleton
- 1356-1359 Sir Peter de Nuttle
- 1359-1360 Sir Thomas Musgrave
- 1360-1362 Sir Marmaduke Constable I (I mandato)
- 1362-1366 Sir Thomas Musgrave
- 1366-1367 Sir Marmaduke Constable I (II mandato)
- 1367-1368 Sir John Chaumont
- 1368-1370 Sir William de Acton
- 1370-1371 Sir John Bygod
- 1371-1372 Sir Robert Roos
- 1372-1373 Sir William de Acton
- 1373-1374 Sir John Bygod
- 1374-1375 Sir William Percy
- 1375-1376 Sir William Melton
- 1376-1377 Sir Ralph Hastings
- 1377-1378 Sir John Constable
- 1378-1379 Sir Robert Neville
- 1379-1380 Sir William Melton
- 1380-1380 Sir John Savile (I mandato)
- 1380-1381 Sir Ralph Hastings
- 1381-1382 Sir William Ergum
- 1382-1383 Sir John Savile (II mandato)
- 1383-1384 Sir Robert Hilton
- 1384-1385 Sir Gerard Usflete
- 1385-1386 Sir Robert Constable di Flamborough (I mandato)
- 1386-1387 Sir Robert Hilton
- 1387-1388 Sir John Savile (III mandato)
- 1388-1389 Sir John Godard
- 1389-1390 Sir James Pickering
- 1390-1391 Sir William Melton
- 1391-1392 Sir Ralph Eure
- 1392-1393 Sir John Depeden
- 1393-1394 Sir James Pickering
- 1394-1395 Sir Robert Constable di Flamborough (II mandato)
- 1395-1396 Sir Ralph Eure
- 1396-1397 Sir Robert Neville
- 1397-1399 Sir James Pickering (morto ancora in carica)

### Casa di Lancaster
- 1399-1399 Sir John Dependen
- 1399-1400 Sir John Constable
- 1400-1401 Sir Thomas Brounflete
- 1401-1402 Sir William Dronsfield
- 1402-1403 Sir John Savile (figlio di Sir John Savile, HS 1380)
- 1403-1404 Sir Richard Redman
- 1404-1405 Sir Peter Buckton
- 1405-1406 Sir William Dronsfield
- 1406-1406 Robert Mauleverer
- 1406-1407 Sir John Etton
- 1407-1408 Sir Thomas Rokeby
- 1408-1409 Sir William Haryngton
- 1409-1410 Sir Edmund Hastings
- 1410-1411 Sir Edmund Sandford
- 1411-1412 Sir Thomas Rokeby
- 1412-1413 Sir John Etton
- 1413-1414 Sir William Harington, V Barone Harington
- 1414-1415 Sir Thomas Brounflete
- 1415-1416 Sir Richard Redman
- 1416-1417 Sir Edmund Hastings
- 1417-1418 Sir Robert Hilton
- 1418-1419 Sir John Bygod
- 1419-1420 Sir Thomas Brounflete
- 1420-1422 Sir Halnath Mauleverer
- 1422-1423 Sir William Harington, V Barone Harington
- 1423-1424 Sir Robert Hilton
- 1424-1426 Sir John Langton
- 1426-1426 Sir Richard Hastings
- 1426-1427 Sir William Ryther
- 1427-1428 Sir Robert Hilton
- 1428-1430 Sir William Harington, V Barone Harington
- 1430-1430 Sir John Clervaulx

- 1430-1431 Sir William Ryther
- 1431-1432 Sir Richard Pickering
- 1432-1433 Sir Henry Brounflete
- 1433-1434 Sir Richard Hastings
- 1434-1435 Sir William Ryther
- 1435-1436 Sir William Tirwhit
- 1436-1437 Sir John Constable
- 1437-1438 Sir Robert Constable
- 1438-1439 Sir William Ryther
- 1439-1440 Sir John Tempest
- 1440-1441 Sir Robert Waterton
- 1441-1442 Sir William Gascogine
- 1442-1443 Sir Thomas Metham
- 1443-1444 Sir Edmund Talbot
- 1444-1445 Sir William Eure
- 1445-1446 Sir James Strangways
- 1446-1447 Sir Robert Ughtred
- 1447-1448 Sir William Plumpton
- 1448-1449 Sir John Conyers
- 1449-1450 Sir James Pickering
- 1450-1451 Sir Robert Ughtred
- 1451-1452 Sir Ralph Bygod
- 1452-1453 Sir James Strangways
- 1453-1454 Sir John Melton
- 1454-1455 Sir John Savile
- 1455-1456 Sir Thomas Haryngton
- 1456-1457 Sir John Hotham
- 1457-1458 Sir Ralph Bygod
- 1458-1459 Sir John Tempest
- 1459-1460 Sir Thomas Metham
- 1460-1461 Sir John Melton

### Casa di York
- 1461-1461 Sir John Savile
- 1461-1463 Sir Robert Constable
- 1463-1464 Sir John Constable
- 1464-1465 Sir Edward Hastings
- 1465-1466 Sir Richard FitzWilliam
- 1466-1467 Sir James Haryngton
- 1467-1468 Sir John Conyers
- 1468-1469 Sir James Strangways
- 1469-1470 Sir Henry Vavasour
- 1470-1471 Sir Edmund Hastings
- 1471-1473 Sir Ralph de Ashton
- 1473-1474 Sir Walter Griffith

- 1474-1475 Sir John Conyers
- 1475-1476 Sir John Haryngton
- 1476-1477 Sir Edmund Hastings
- 1477-1478 Sir William Ryther
- 1478-1479 Sir Robert Constable
- 1479-1480 Sir Hugh Hastings
- 1480-1481 Sir Marmaduke Constable
- 1481-1482 Sir Ralph Bygod
- 1482-1483 Sir William Eure
- 1483-1484 Sir Edmund Hastings
- 1484-1485 Sir Thomas Markenfield

### Casa dei Tudor
- 1485-1486 Sir John Savile
- 1486-1487 Sir Robert Ryther
- 1487-1488 Sir John Neville
- 1488-1489 Sir Marmaduke Constable di Everingham
- 1489-1490 Sir Henry Wentworth
- 1490-1491 Sir Thomas Wortley
- 1491-1492 Sir Richard Tunstall
- 1492-1492 Sir Henry Wentworth
- 1492-1493 Sir James Strangways
- 1493-1494 Sir Marmaduke Constable di Everingham
- 1494-1495 Sir John Neville
- 1495-1496 Sir William Gascoigne
- 1496-1497 Sir John Melton
- 1497-1498 Sir John Conyers
- 1498-1500 Sir John Hotham
- 1500-1501 Sir Walter Griffith
- 1501-1502 Sir Thomas Wortley
- 1502-1503 Sir William Conyers
- 1503-1504 Sir Ralph Ryther
- 1504-1505 Sir John Cutte
- 1505-1506 Sir Ralph Eure
- 1506-1508 Sir John Norton
- 1508-1509 Sir James Strangeways
- 1509-1510 Sir Marmaduke Constable di Nuneaton
- 1510-1511 Sir Ralph Eure
- 1511-1512 Sir John Constable
- 1512-1513 Sir John Everingham
- 1513-1514 Sir William Percy
- 1514-1515 Sir John Norton
- 1515-1516 Sir John Carr
- 1516-1517 Sir Ralph Tempest
- 1517-1518 Sir William Bulmer
- 1518-1519 Sir John Neville
- 1519-1520 Sir Peter Vavasour
- 1520-1522 Sir Thomas Strangways
- 1522-1522 Sir William Maleverer
- 1522-1523 Sir Henry Clifford, I Conte di Cumberland
- 1523-1524 Sir John Nevile
- 1524-1525 Sir John Constable
- 1525-1526 James Metcalfe
- 1526-1527 Sir William Middleton
- 1527-1528 Sir John Neville
- 1528-1529 Sir John Constable
- 1529-1530 Sir Ralph Ellerker
- 1530-1530 Thomas Strangeways
- 1531-1532 Sir Nicholas Fairfax
- 1532-1533 Sir Marmaduke Constable
- 1533-1534 Sir John Constable di Nuneaton
- 1534-1535 William Fairfax
- 1535-1536 Sir George Darcy
- 1536-1537 Sir Brian Hastings
- 1537-1537 Francis Frobisher
- 1537-1538 Sir Henry Savile
- 1538-1539 Sir James Strangways
- 1539-1540 Sir William Fairfax
- 1540-1541 Sir Robert Neville
- 1541-1542 Sir Henry Savile
- 1542-1543 Sir Thomas Tempest
- 1543-1544 Sir John Dawney

- 1544-1545 Sir Nicholas Fairfax
- 1545-1546 Sir Christopher Danby
- 1546-1547 Sir John Tempest
- 1547-1548 Sir Richard Cholmeley
- 1548-1549 Sir William Vavasour
- 1549-1550 Sir Walter Calverley
- 1550-1551 Sir Leonard Beckwith
- 1551-1552 Sir John Gresham
- 1552-1553 Sir Thomas Maleverer
- 1553-1554 Sir Thomas Waterton
- 1554-1555 Sir Clifford Ingram
- 1555-1556 Sir Christopher Metcalfe
- 1556-1557 Sir Richard Cholmeley
- 1557-1558 Sir Robert (o Richard?) Constable
- 1558-1559 Sir Ralph Ellerker
- 1559-1560 John Vaughan
- 1560-1561 Sir John Neville
- 1561-1562 Sir Nicholas Fairfax
- 1562-1563 Sir George Bowes
- 1563-1564 Sir William Vavasour
- 1564-1565 Sir William Ingleby
- 1565-1566 Sir Thomas Gargrave
- 1566-1567 Sir John Constable
- 1567-1568 Sir Henry Savile
- 1568-1569 Richard Norton
- 1569-1570 Sir Thomas Gargrave
- 1570-1571 Christopher Hildyard
- 1571-1572 Thomas Fairfax
- 1572-1573 John Dawnay
- 1573-1574 Marmaduke Constable
- 1574-1575 Sir William Bellasis
- 1575-1576 Sir Thomas Danby (c.1530-1590)[5]
- 1576-1577 Thomas Boynton
- 1577-1578 William Fairfax
- 1578-1579 Christopher Wandesforde
- 1579-1580 Richard Goodricke
- 1580-1581 Ralph Bourchier
- 1581-1582 Sir Robert Stapleton
- 1582-1583 Thomas Wentworth
- 1583-1584 Sir Cotton Gargrave
- 1584-1585 John Hotham
- 1585-1586 Brian Stapleton
- 1586-1587 Henry Constable
- 1587-1588 Robert Aske
- 1588-1589 Sir Richard Maleverer
- 1589-1590 Sir John Dawnay
- 1590-1591 Philip Constable
- 1591-1592 Richard Goodricke
- 1592-1593 Sir William Mallory
- 1593-1594 Ralph Eure
- 1594-1595 Francis Vaughan
- 1595-1596 Sir Christopher Hildyard
- 1596-1597 Francis Boynton
- 1597-1598 Thomas Lassells
- 1598-1599 Marmaduke Grimston
- 1599-1600 Sir Robert Swift[6]
- 1600-1601 Francis Clifford, IV Conte di Cumberland
- 1601-1602 William Wentworth, in seguito Sir William Wentworth, I Baronetto
- 1602-1603 Thomas Strickland

### Casa degli Stuart
- 1603-1604 Sir Henry Bellasis
- 1604-1606 Sir Richard Gargrave
- 1606-1606 Sir Timothy Hutton[7]
- 1606-1607 Sir Henry Griffith
- 1607-1608 Sir William Bamburgh
- 1608-1609 Sir Hugh Bethell
- 1609-1610 Sir Francis Hildesley
- 1610-1611 Sir Thomas Dawnay
- 1611-1612 Sir Henry Slingsby
- 1612-1613 Sir Christopher Hilliard
- 1613-1614 Sir George Savile
- 1614-1615 John Armytage
- 1615-1616 Sir Edward Stanhope
- 1616-1617 Michael Warton
- 1617-1618 Sir Robert Swift
- 1618-1619 Sir William Alford
- 1619-1620 Sir Arthur Ingram
- 1620-1621 Sir Thomas Gower, I Baronetto
- 1621-1622 Sir Richard Tempest
- 1622-1623 Sir Guy Palmes
- 1623-1624 Sir Henry Jenkins
- 1624-1625 Sir Richard Cholmley
- 1625-1626 Thomas Wentworth, I Conte di Strafford
- 1626-1627 Sir Thomas Norcliffe
- 1627-1628 Sir Thomas Fairfax

- 1628-1629 Sir Matthew Boynton, I Baronetto
- 1629-1630 Sir Arthur Ingram il Giovane
- 1630-1631 Sir John Gibson
- 1631-1632 Sir Thomas Layton
- 1632-1633 Sir Arthur Robinson
- 1633-1634 Sir Marmaduke Wyvill, II Baronetto
- 1634-1635 Sir John Hotham, I baronetto
- 1635-1636 Sir William Pennyman, I baronetto
- 1636-1637 Sir John Ramsden
- 1637-1638 Thomas Danby (1610-1660)[8]
- 1638-1639 Sir William Robinson
- 1639-1640 Sir Marmaduke Langdale
- 1640-1641 Sir John Buck
- 1641-1642 Sir Thomas Gower, II baronetto
- 1642-1643 Sir Sir Richard Hutton
- 1643-1644 Sir Matthew Boynton, I baronetto
- 1645-1646 Sir John Bourchier
- 1646-1647 Sir Robert Darley
- 1647-1648 Sir John Savile
- 1648-1649 Sir William St Quintin, I baronetto
- 1649-1650 Sir John Savile

### Commonwealth
- 1650-1651 Sir Edward Rodes
- 1651-1652 George Marwood
- 1652-1653 Hugh Bethell il Giovane
- 1653-1654 Sir William Constable, I Baronetto

- 1654-1655 John Bright
- 1656-1658 Sir Thomas Harrison, Kt di Copgrave
- 1658-1659 Barrington Bourchier
- 1659-1660 Robert Walters

### Casa degli Stuart, Restaurazione
- 1660-1661 Sir Thomas Slingsby, II Baronetto
- 1661-1662 Thomas Osborne, I duca di Leeds
- 1662-1663 Sir Thomas Gower, II Baronetto
- 1663-1664 Sir Roger Langley, II Baronetto
- 1664-1666 Sir Francis Cobb
- 1666-1667 Sir John Reresby, II Baronetto[9]
- 1667-1668 Sir Richard Mauleverer, II Baronetto
- 1668-1669 Sir John Armytage, II Baronetto
- 1669-1670 Sir Philip Monkton
- 1670-1671 Sir Solomon Swale, I Baronetto
- 1671-1672 Sir William Wentworth
- 1672-1673 John Ramsden
- 1673-1674 Sir Thomas Yarburgh
- 1674-1675 Henry Marword
- 1675-1676 Sir Edmund Jennings
- 1676-1677 Sir Godfrey Copley, I Baronetto
- 1677-1678 Sir Godfrey Copley, II Baronetto
- 1678-1679 Richard Shuttleworth
- 1679-1680 Sir Thomas Daniel
- 1680-1681 Sir Richard Graham, I Baronetto
- 1681-1682 William Lowther
- 1682-1683 Ambrose Pudsey
- 1683-1684 Sir Brian Stapylton, II Baronetto

- 1684-1686 Christopher Tancred
- 1686-1687 Thomas Rokeby
- 1688-1689 Sir Richard Graham, I Baronet
- 1689-1689 Sir William Robinson, I Baronetto
- 1689-1690 Sir Jonathan Jennings
- 1690-1690 Sir Christopher Wandesford, II Baronetto
- 1690-1691 Henry Fairfax di Toulston
- 1691-1692 John Gill
- 1692-1693 Ambrose Pudsey
- 1693-1694 Charles Tancred
- 1694-1695 Ingleby Daniel
- 1695-1696 John Bradshaw
- 1696-1697 Thomas Pulleine
- 1697-1698 Sir William Lowther, I Baronetto di Swillington
- 1698-1699 Sir William Strickland, III Baronetto
- 1699-1699 John Lambert
- 1699-1700 Fairfax Norcliffe
- 1700-1702 Robert Constable
- 1702-1702 Robert Mitford
- 1702-1703 Sir Thomas Pennyman, II Baronetto
- 1703-1704 Thomas Pulleine
- 1704-1705 Godfrey Bosvile
- 1705-1706 Sir Matthew Pierson

## Parte del Regno di Gran Bretagna

### Regina Anna
- 1706-1707 Sir Roger Beckwith, II Baronetto
- 1707-1708 Henry Iveson
- 1708-1709 William Ellis
- 1709-1710 William Turbut

- 1710-1711 William Nevile
- 1711-1712 William Vavasour
- 1712-1713 Richard Beaumont

### Casa di Hannover
- 1713-1714 Thomas Wrightston
- 1714-1715 Fairfax Norcliffe
- 1715-1716 Charles Wilkinson
- 1716-1717 Sir William Hustler
- 1717 Sir William Mordaunt Stuet Milner, Baronet [10]
- 1717-1718 Sir Henry Goodricke, IV Baronetto
- 1718-1719 Daniel Lascelles
- 1719-1721 John Bourchier
- 1721-1721 Sir Walter Hawkesworth, II Baronetto
- 1721-1722 Sir Ralph Milbanke, IV Baronetto
- 1722-1724 Sir William Wentworth, IV Baronetto
- 1724-1724 Hugh Cholmley
- 1724-1726 Cholmley Turner
- 1726-1726 Thomas Ramsden
- 1726-1727 Charles Bathurst
- 1727-1728 Thomas Duncombe
- 1728-1729 William Harvey
- 1729-1730 Sir William St Quintin, IV Baronetto
- 1730-1731 Beilby Thompson
- 1731-1732 Sir Rowland Winn, IV Baronetto
- 1732-1733 Thomas Condon
- 1733-1734 Hugh Bethell di Rise e Walton Abbey [11]
- 1734-1736 Francis Barlow
- 1736-1737 James Hustler
- 1737-1738 Mark Kirby
- 1738-1739 Sir Hugh Smithson, IV Baronetto
- 1739-1739 Sir George Cooke, V Baronetto
- 1739-1740 Sir Samuel Armytage, I Baronetto
- 1740-1742 Sir Lionel Pilkington, V Baronetto
- 1742-1742 Henry Darcy
- 1742-1744 Ralph Consett Bell
- 1744-1745 Godfrey Copley
- 1745-1746 Thomas Thornhill
- 1746-1747 Sir Henry Ibbetson, I Baronetto
- 1747-1748 Sir William Milner, II Baronetto
- 1748-1748 William Meadhurst
- 1748-1749 William Thompson
- 1749-1750 John Bourchier
- 1750-1750 Sir William Pennyman, IV baronetto
- 1750-1752 Sir Griffith Boynton, V Baronetto
- 1752-1753 Richard Sykes
- 1753-1754 Sir Ralph Milbanke, V Baronetto
- 1754-1755 Nathaniel Cholmley
- 1755-1756 Thomas Foljambe
- 1756-1757 George Montgomery Metham

- 1757-1758 Henry Willoughby, V Barone Middleton
- 1758-1759 Jeremiah Dixon
- 1759-1760 Sir Charles Turner, I Baronetto di Kirkleatham
- 1760-1761 James Shuttleworth
- 1761-1762 Sir John Kaye, V Baronetto
- 1762-1763 Hugh Bethell di Rise [12]
- 1763-1764 Boynton Langley
- 1764-1765 Sir William Foulis, VI Baronetto
- 1765-1766 Sir Thomas Wentworth, V Baronetto
- 1766-1767 Thomas Thornhill
- 1767-1768 Thomas Arthington
- 1768-1769 Sir George Strickland, V Baronetto
- 1769-1770 Sir James Ibbetson, II Baronetto
- 1770-1771 Sir Bellingham Graham, V Baronetto
- 1771-1772 Sir Griffith Boynton, VI Baronetto
- 1772-1773 Sir William St Quintin, V Baronetto
- 1773-1774 Sir Marmaduke Astey Wyvill, VII Baronetto
- 1774-1775 Marmaduke Horsfield
- 1775-1776 Sir George Armytage, III Baronetto
- 1776-1777 Giles Earle
- 1777-1778 Bacon Frank
- 1778-1779 John Sawrey Morritt
- 1779-1780 Thomas Duncombe di Duncombe Park
- 1780-1781 William Bethell di Rise[11]
- 1781-1782 Humphrey Osbaldeston
- 1782-1783 Sir John Ingilby, I Baronetto
- 1783-1784 Sir Robert Hildyard, IV Baronetto
- 1784-1785 William Danby
- 1785-1786 Sir Thomas Slingsby, VIII Baronetto [13]
- 1786-1787 Richard Langley
- 1787-1788 Francis Ferrand Foljambe
- 1788-1789 John Yorke
- 1789-1790 Walter Ramsden Beaumont Hawksworth Fawkes of Farnley Hall [14]
- 1790-1791 Charles Duncombe il Giovane, I Barone Feversham
- 1791-1792 Sir George Armytage, IV Baronetto
- 1792-1793 Sir Thomas Frankland, VI Baronetto
- 1793-1794 Richard Henry Beaumont
- 1794-1795 Thomas Lister
- 1795-1796 Mark Masterman-Sykes, in seguito Sir Mark Masterman-Sykes, III Baronetto [10]
- 1796-1797 Godfrey Wentworth Wentworth
- 1797-1798 Sir John Ramsden, IV Baronetto
- 1798-1799 Sir Thomas Pilkington, VII Baronetto
- 1799-1800 Sir Rowland Winn, VI Baronetto

## Parte del Regno Unito

### Casa di Hannover
- 1800-1801 James Milnes
- 1801-1802 Richard Thompson
- 1802-1803 Sir William Foulis, VIII Baronetto
- 1803-1804 Sir Henry Carr Ibbetson, III Baronetto
- 1804-1805 James Fox
- 1805-1806 Henry Cholmley
- 1806-1807 John Bacon Sawrey Morritt
- 1807-1808 Richard Fountayne Wilson
- 1808-1809 William Joseph Denison
- 1809-1810 Sir George Wombwell, II Baronetto
- 1810-1811 Thomas Edward Wynn Belasyse
- 1811-1812 Richard Watt
- 1812-1813 Sir Thomas Slingsby, IX Baronetto
- 1813-1814 Robert Crowe
- 1814-1815 Sir Francis Lindley Wood, II Baronetto di Bowling Hall, Bradford [10]
- 1815-1816 William Garforth
- 1816-1817 Richard Philip Oliver-Gascoigne
- 1817-1818 Sir William Mordaunt Stuart Milner, IV Baronetto
- 1818-1819 John Yorke
- 1819-1820 William Wrightson
- 1820-1821 Henry Vansittart
- 1821-1822 Sir William Amcotts-Ingilby, II Baronetto
- 1822-1823 Richard Bethell
- 1823-1824 Walter Ramsden Fawkes
- 1824-1825 Sir John Vanden-Bempde-Johnstone, II Baronetto
- 1825-1826 John Hutton
- 1826-1827 The Hon. Marmaduke Langley
- 1827-1828 Henry Darley
- 1828-1829 Sir Tatton Sykes, IV Baronetto
- 1829-1830 George Osbaldeston
- 1830-1831 The Hon. Edward Robert Petre
- 1831-1832 Sir Henry James Goodricke, VII Baronetto
- 1832-1833 Richard York
- 1833-1834 William Constable-Maxwell
- 1834-1835 Henry Preston
- 1835-1836 Richard Henry Roundell
- 1836-1837 Nicholas Edmund Yarburgh
- 1837-1838 Mark Milbanke
- 1838-1839 Sir Robert Frankland Russell, VII Baronetto
- 1839-1840 Charles Robert Tempest
- 1840-1841 Sir Thomas Aston Clifford-Constable, II Baronetto
- 1841-1842 Frederick William Thomas Vernon-Wentworth
- 1842-1843 William St. Quintin
- 1843-1844 Sir Joseph William Copley, IV Baronetto [10]
- 1844-1845 Timothy Hutton
- 1845-1846 Sir William Bryan Cooke, VIII Baronetto
- 1846-1847 James Walker
- 1847-1848 Joseph Dent
- 1848-1849 Yarbrugh Greame
- 1849-1850 Octavius Henry Cyril Vernon Harcourt

- 1850-1851 William Ruston
- 1851-1852 The Hon. Payan Dawnay
- 1852-1853 Sir John Henry Lowther, II Baronetto di Swillington
- 1853-1854 Andrew Montagu
- 1854-1855 The Hon. Henry Willoughby
- 1855-1856 James Brown
- 1856-1857 Harry Stephen Meysey Thompson
- 1857-1858 Sir Joseph Radcliffe, II Baronetto di Rudding Park House[15]
- 1858-1859 John Walbanke Childers
- 1859-1860 Sir Lionel Milborne Swinnerton Pilkington, Baronetto di Chevet Park, vicino a Wakefield[16]
- 1860-1861 James Garth Marshall
- 1861-1862 Sir George Orby Wombwell
- 1862-1863 Godfrey Wentworth
- 1863-1864 James Hope Barton
- 1864-1865 Frederick Charles Trench-Gasgoigne
- 1865-1866 Francis Watt
- 1866-1867 Charles Sabine Augustus Thellusson
- 1867-1868 William Henry Harrison Broadley
- 1868-1869 Sir John William Ramsden, V Baronetto
- 1869-1870 Sir Tatton Sykes, V Baronetto di Sledmere House, vicino a York[17]
- 1870-1871 James Pulleine
- 1871-1872 Sir Henry Edwards, I baronetto Edwards di Pye Nest[18]
- 1872-1873 Frederick Bacon Frank
- 1873-1874 George Lane Fox
- 1874-1875 The Hon. Arthur Duncombe
- 1875-1876 William Froggatt Bethell
- 1876-1877 Henry Wiles Stapylton
- 1877-1878 John Horace Savile
- 1878-1879 William Aldam
- 1879-1880 Charles Booth Elmsall Wright
- 1880-1881 Sir Charles William Strickland, VIII Baronetto
- 1881-1882 William Roundell
- 1882-1883 Sir Henry Day Ingilby, II Baronetto
- 1883-1884 Walter Morrison
- 1884-1885 James Hotham, V Barone Hotham
- 1885-1886 John Fielden
- 1886-1887 Thomas Slingsby
- 1887-1888 Samuel Cunliffe Lister
- 1888-1889 Sir James Robert Walker, II Baronetto
- 1889-1890 Thomas Edward Yorke
- 1890-1891 John Coulthurst
- 1891-1892 Arthur Wilson, di Tranby Croft[19]
- 1892-1893 Sir Andrew Fairbairn
- 1893-1894 George Thomas Gilpin Brown
- 1894-1895 Ralph Creyke
- 1895-1896 Henry Edmund Butler, XIV Visconte Mountgarret
- 1896-1897 Ernest Richard Bradley Hall-Watt
- 1897-1898 James Anson Farrer
- 1898-1899 Robert John Fostr
- 1899-1900 William Herbert St. Quintin
- 1900-1901 William Henry Battie-Wrightson

### Casa di Sassonia-Coburgo-Gotha
- 1901-1902 Sir Alexander Wentworth Macdonald Bosville
- 1902-1903 Sir Theophilus Peel, I Baronetto
- 1903-1904 Sir William Henry Charles Wemyss Cooke, I Baronetto
- 1904-1905 William Ferrand
- 1905-1906 William Wright Warde-Aldam
- 1906-1907 William Slingsby Hunter
- 1907-1908 Sir George John Armytage, VI Baronetto
- 1908-1908 Charles Brook
- 1908-1909 Bruce Canning Vernon-Wentworth

- 1909-1910 George William Lloyd
- 1910-1911 Frederick James Osbaldeston Montagu
- 1911-1912 Sir Thomas Edward Milborne Swinnerton Pilkington, XII Baronetto
- 1912-1913 Charles Thellusson
- 1913-1914 John William Robinson Parker
- 1914-1915 Charles Ernest Charlesworth
- 1915-1916 John Brennand
- 1916-1917 Joseph Constantine

### Casa di Windsor
- 1917-1918 Sir Francis Samuelson
- 1918-1919 Arthur Charles Dorman
- 1919-1920 William Fry Whitwell
- 1920-1921 Sir Henry Dennis Readett-Bayley
- 1921-1922 James Lionel Dugdale
- 1922-1923 Sir Algernon Freeman, II Baronetto
- 1923-1924 Frederick Richard Thomas Trench-Gascoigne
- 1924-1925 Henry Whitworth
- 1925-1926 William Henry Anthony Wharton
- 1926-1927 Sir William Henry Aykroyd, I Baronetto di Lightcliffe
- 1927-1928 Sir John Donald Horsfall, II Baronetto
- 1928-1929 Sir John Henry Harrowing
- 1929-1930 John William Morkill
- 1930-1931 Clive Behrens
- 1931-1932 John William Coulthurst
- 1932-1933 Frederick Hawksworth Fawkes
- 1933-1934 Herbert Anderson Taylor
- 1934-1935 Sir Prince Prince-Smith, II Baronetto
- 1935-1936 William Lechmere Wade-Dalton
- 1936-1937 John Ralph Patientius Warde-Aldam
- 1937-1938 Trevor Thornton-Berry
- 1938-1939 William Riley-Smith
- 1939-1940 John Edward Durrant Shaw
- 1940-1941 William St. Andrew Warde-Aldam
- 1941-1942 Sir Frederic Alfred Aykroyd, I Baronetto di Birstwith Hall
- 1942-1943 Charles Grant-Dalton
- 1943-1944 Lionel Brook Holliday
- 1944-1945 Sir Edwin Airey

- 1945-1946 Sir Francis William Terry
- 1946-1947 Geoffrey Roy Holland Smith
- 1947-1948 Christopher Hildyard Ringrose-Wharton
- 1948-1949 Sir Mark Tatton Richard Sykes, VII Baronetto
- 1949-1950 Cuthbert Henry Dawnay
- 1950-1951 William Riley-Smith
- 1951-1953 Sir Benjamin Dawson, I Baronetto
- 1952–1953 Sir Alfred Hammond Aykroyd, II Baronetto di Lightcliffe
- 1953-1954 Marcus William Wickham-Boynton
- 1954-1955 Sir George William Martin
- 1955-1956 Sir Frederick Austin Neill
- 1956-1957 Francis Roger Ingham
- 1957-1958 Harold Hammond Aykroyd
- 1958-1959 Frank Dixon Marshall
- 1959-1960 Neil Malcolm Peech
- 1960-1961 James Bryan Upton
- 1961-1962 Sir Richard Bellingham Graham, X Baronetto
- 1962-1963 Kenneth Hargreaves di Great Ouseburn
- 1963-1964 Sir Kenneth Wade Parkinson
- 1964-1965 Charles Rochfort Maxsted
- 1965-1966 John Clifford Roscoe
- 1966-1967 Christopher York
- 1967-1968 Sir Edward William Brooksbank, II Baronetto di Healaugh Manor
- 1968-1969 Richard Gustavus Hamilton-Russell
- 1969-1970 Frank Anthony Riley-Smith
- 1970-1971 John Cecil D'Arcy Dalton
- 1971-1972 Roderick Heathcote-Amory
- 1972-1973 Sir Charles James George Dalton
- 1973-1974 Henry James Homfray Gillam